# Tory Belleci
Salvatore Paul "Tory" Belleci, (Monterey, 30 oktober 1970) is een film- en modelmaker. Hij is het beste bekend van zijn werk bij het Discovery Channel-programma MythBusters, waarin hij van seizoen 2 t/m seizoen 12 lid was van de Junior MythBusters (in Amerika bekend als het Build Team).
Tory volgde een opleiding aan San Francisco State University. Hij werkte ook met het special effects-bedrijf Industrial Light and Magic, aan films zoals The Phantom Menace en Attack of the Clones. Onder andere de gevechtsschepen van de federatie (de "Trade Federation") uit die films zijn gemaakt door Tory. Daarnaast werkte hij aan The Matrix-trilogie, Peter Pan, Starship Troopers, Galaxy Quest en Bicentennial Man.